# Mydaea latomensis
Mydaea latomensis este o specie de muște din genul Mydaea, familia Muscidae, descrisă de John Otterbein Snyder în anul 1957. Conform Catalogue of Life specia Mydaea latomensis nu are subspecii cunoscute.